# Майкъл Оуен
Майкъл Джеймс Оуен (на английски: Michael James Owen, изговор на фамилията на английски Оуин) е бивш английски футболист, нападател, национал, играл за Ливърпул, Реал Мадрид, Манчестър Юнайтед, Нюкасъл Юнайтед и Стоук Сити.  Известен е със своята бързина и завършващия си удар. Най-значимият успех в кариерата му е спечелването на Златната топка на Европа за 2001 г.
Оуен е един от най-успешните англичани, играли в Испания след като от 12 участия той отбеляза 14 гола. Майкъл Оуен е последният английски състезател, който е спечелил златната топка през последните 30 години (преди това Кевин Кийгън през 1979).
Някои негови голове ще останат завинаги в историята на футбола. Такива са голът му срещу Аржентина на Световното първенство през 1998, когато е на 18 години; хеттрикът му срещу Германия в мач за квалификация за световно първенство през в Мюнхен;  двата му гола на финала за купата на Англия срещу Арсенал през 2001 година. Има записани 40 гола в 89 мача като национал. На 19 март 2013 той обявява отказването си от футбола след края на сезона 2012/13.

## Биография

### Ранни години
Майкъл Оуен е роден на 14 декември 1979 г. в Честър, Англия.
Баща му, Тери, също е бил футболист, играещ за Евертън. Едва на седем годишна възраст баща му му купува първите бутонки и го записва да тренира във футболния клуб Молд Александра, в отбора на 10-годишните. По това време Майкъл е по-малък от останалите и доста по-дребен, но това не се оказва пречка за малкия футболист. Той е толкова добър че започват да го наричат „тайното оръжие на отбора".

### Ливърпул
Когато навършва 13 години към него проявяват интерес клубни отбори като Челси, Манчестър Юнайтед и Арсенал, но в крайна сметка Оуен подписва с Ливърпул.
Той дебютира в отбора през май 1997 г. срещу Уимбълдън. Сезон 1998-99 носи много успехи за Оуен, който отбелязва 23 гола от общо 40 мача, но Ливърпул не успяват да се преборят за каквато и да е титла по това време.
Европейското първенство през 2000 г. заварва Оуен с контузия на ахилесовото сухожилие. Въпреки това той успява да помогне на отбора си да спечелят Купата на Лигата, Купата на УЕФА както и ФА къп през 2001 г. На финалите за Купата на страната (ФА Къп), в последните минути от мача Оуен вкарва два гола във вратата на Арсенал, като превръща на пръв поглед загубата в истинска победа. През 2001-02 г. Ливърпул печелят както Суперкупата на Европа така и Чарити Шийлд. Благодарение на Оуен Ливърпул се превръща в първия английски отбор, спечелил пет трофея за една година. В края на годината Майкъл Оуен се превръща в първия играч на Ливърпул, спечелил Златната топка на Европа.
През сезон 2002-03 Оуен отново е в добра форма, но отборът остава на пето място в шампионата. В началото на следващия сезон мениджърът на Ливърпул започва да обмисля трансфера на Оуен, като го оставя на резервната скамейка за Шампионската лига.

### Реал Мадрид
На 13 август 2004 г. той вече е част от отбора на Реал Мадрид. Оуен започва трудно в новия си тим. За повечето срещи е на резервната скамейка, а често е и критикуван от феновете и испанската преса за лошата си форма. Към отбора се присъединяват Робиньо и Жулио Баптища, а за Оуен се смята, че ще се завърне към Висшата Лига. За Реал Мадрид той отбелязва 16 гола от 41 изиграни мача.

### Нюкасъл Юнайтед
На 31 август 2005 г. Оуен подписва 4-годишен договор с Нюкасъл, а за представянето му като член на клуба на стадиона се събират близо 20 000 души. Първия си гол за Нюкасъл Оуен отбелязва през септември същата година в мач срещу Блекбърн Роувърс. А първия си хеттрик бележи срещу Уест Хям за крайното 4-2. Този хеттрик е наречен още „перфектния хеттрик", тъй като трите гола са вкарани с ляв крак, десен крак и с глава.
Малко след това Оуен претърпява контузия и две операции на крака. Това го изкарва от играта за близо една година. След множество коментари и спорове на тема дали Оуен ще се върне в Ливърпул или ще остане в Нюкасъл, той сам заявява че се чувства щастлив в отбора. През септември 2007 г. претърпява операция на херния и отново отсъства за един месец. На 19 януари 2008 г. получава капитанската лента на отбора от Кевин Кийгън.

### Манчестър Юнайтед
На 3 юли 2009 Оуен се присъединява към Манчестър Юнайтед. Дебютира на 9 август срещу Челси. Напуска през 2012 в посока Стоук Сити където играе един сезон и си прекратява кариерата си.

### В националния отбор
Майкъл Оуен играе и в националния отбор на Англия, като е отбелязал 40 гола и е изиграл 88 мача за страната си. Нарежда се на четвърто място за най-много отбелязани гола за Англия и е бил капитан на отбора седем пъти.

### Личен живот
Оуен има стотици почитатели по цял свят. Той е участвал в много реклами и е бил на кориците на спортни списания. На 24 юни 2005 г. Оуен се жени за Луис Бонсал, с която се запознава в началното училище през 1983. Сгодяват се на 14 февруари 2004 г., а се женят на 24 юни 2005 в Честър. Двамата имат три деца — две дъщери и един син.